# 사뚠주
사뚠주(태국어: สตูล)는 태국 남부의 주(창왓)의 하나이다. 이웃한 주는 북쪽부터 시계 방향으로 뜨랑 주, 파탈룽 주, 송클라 주이다. 남쪽은 말레이시아의 페를리스 주와 접한다.

## 어원
사뚠은 말레이어 세툴(야생 망고스틴 나무)의 태국식 이름이다.

## 지리
주는 말레이 반도의 믈라카 해협 기슭에 위치한다. 나콘시탐마랏 산맥에 의해 송클라 주와 분리되고 산깔라키리 산맥에 의해 말레이시아와 분리된다.
따루따오 국립해양공원과 무꼬페뜨라 국립공원이 주의 일부이다. 말레이시아와의 국경 근처에 있는 탈레반 국립공원은 거대한 늪지대이다.

## 역사
1813년까지 사뚠은 말레이시아 케다 주의 군이었고, 말레이어로 무킴 세툴(مقيم ستول)로 불렸다. 1897년에 사뚠은 몬톤 사이부리(현재의 케다)의 일부가 되었다. 몬톤 사이부리는 1909년에 영국과 시암간의 방콕 조약으로 분할되었다. 케다는 영국에 할양되었으나 사뚠은 비교적 타이족 인구가 많았기 때문에 시암의 영토가 되었다. 사뚠은 이후 몬톤 푸껫에 편입되었다. 1933년에 몬톤제가 폐지되면서 사뚠은 태국의 주가 되었다.

## 민족
사뚠은 이슬람교가 많은 남부 4주(사뚠과 빠따니 지방의 빠따니 주, 얄라 주, 나라티왓 주)로 분류되고 있다. 주민의 67.8%는 무슬림이고 31.9%는 불교도이다. 사뚠은 역대 타이족 왕조에게 반감을 가지고 있던 빠따니 왕국의 영토가 아니고, 태국의 역대 왕조의 군주와 통혼을 반복해 온 케다 왕국의 지배하에 있었으므로 주민은 타교도와의 통혼이 많다. 일부에는 이슬람교이면 말레이족, 불교도이면 타이족을 칭하는 집단도 있다. 또한 이 근처에는 무슬림이 많지만, 이슬람 과격파와의 연결이 약해 이슬람 원리주의가 뿌리 깊은 남부 3주에서는 제외되고 있다.

## 행정 구역
주에는 7개의 암프(군)와 더 세부 행정구역인 36개의 땀본 그리고 277개의 무반 (행정 구역)이 있다.
| 1. 므앙사뚠군(말레이어: Mambang) 2. 쿠안돈군(말레이어: Dusun) 3. 쿠안깔롱군 4. 타패군 | 1. 라응우군 2. 퉁와군 3. 마낭군 |